# Relaciones México-Nueva Zelanda
Las naciones de México y Nueva Zelanda (Aotearoa) establecieron relaciones diplomáticas en 1973. Ambas naciones son miembros del Acuerdo Amplio y Progresista de Asociación Transpacífico, Foro de Cooperación Económica Asia-Pacífico, Naciones Unidas y la Organización para la Cooperación y el Desarrollo Económicos.

## Historia
El primer contacto entre México y Nueva Zelanda pudo haber ocurrido en los siglos XVI o XVII cuando barcos españoles que llevaban tripulantes españoles y mexicanos entre Acapulco, México y Manila, Filipinas, navegó cerca y puede haber naufragado en Nueva Zelanda.
Al inicio, las relaciones entre ambas naciones se llevaron a través de Londres ya que Nueva Zelanda era parte del Imperio Británico. Durante la Segunda Guerra Mundial ambas naciones lucharon juntas en la guerra del Pacífico.
Las relaciones diplomáticas oficiales entre las dos naciones del Pacífico se establecieron el 19 de julio de 1973. En 1980, el Primer ministro neozelandés Robert Muldoon visitó México.
En 1983, Nueva Zelanda abrió una embajada en la Ciudad de México. Por su parte, México condujo las relaciones diplomáticas con Nueva Zelanda desde su embajada en Canberra, Australia y operó consulados honorarios en Auckland y en Wellington. El 30 de diciembre de 1991, México abrió una embajada en Wellington, en el que estuvo presente el subsecretario de Relaciones Exteriores de México, Andrés Rozental Gutman. En 1999, el presidente mexicano Ernesto Zedillo se convirtió en el primer jefe de Estado mexicano en visitar Nueva Zelanda.
En marzo de 2013, el primer ministro de Nueva Zelanda, John Key, viajó a México y se reunió con el presidente Enrique Peña Nieto.
En noviembre de 2014, el secretario de Relaciones Exteriores José Antonio Meade realizó una visita de trabajo a Nueva Zelandia, en la cual mantuvo reuniones de trabajo con el ministro de Asuntos Exteriores, Murray McCully. En 2017, el ministro de Comercio de Nueva Zelanda, Todd McClay, realizó una visita a México para reunirse con su homólogo, Ildefonso Guajardo Villarreal, en relación del Acuerdo Transpacífico de Cooperación Económica. En agosto de 2018, una delegación del Senado mexicano visitó Nueva Zelanda para fortalecer los lazos comerciales y parlamentarios entre las dos naciones.
En 2023, ambas naciones conmemoraron 50 años desde el establecimiento de relaciones diplomáticas.

## Visitas de alto nivel

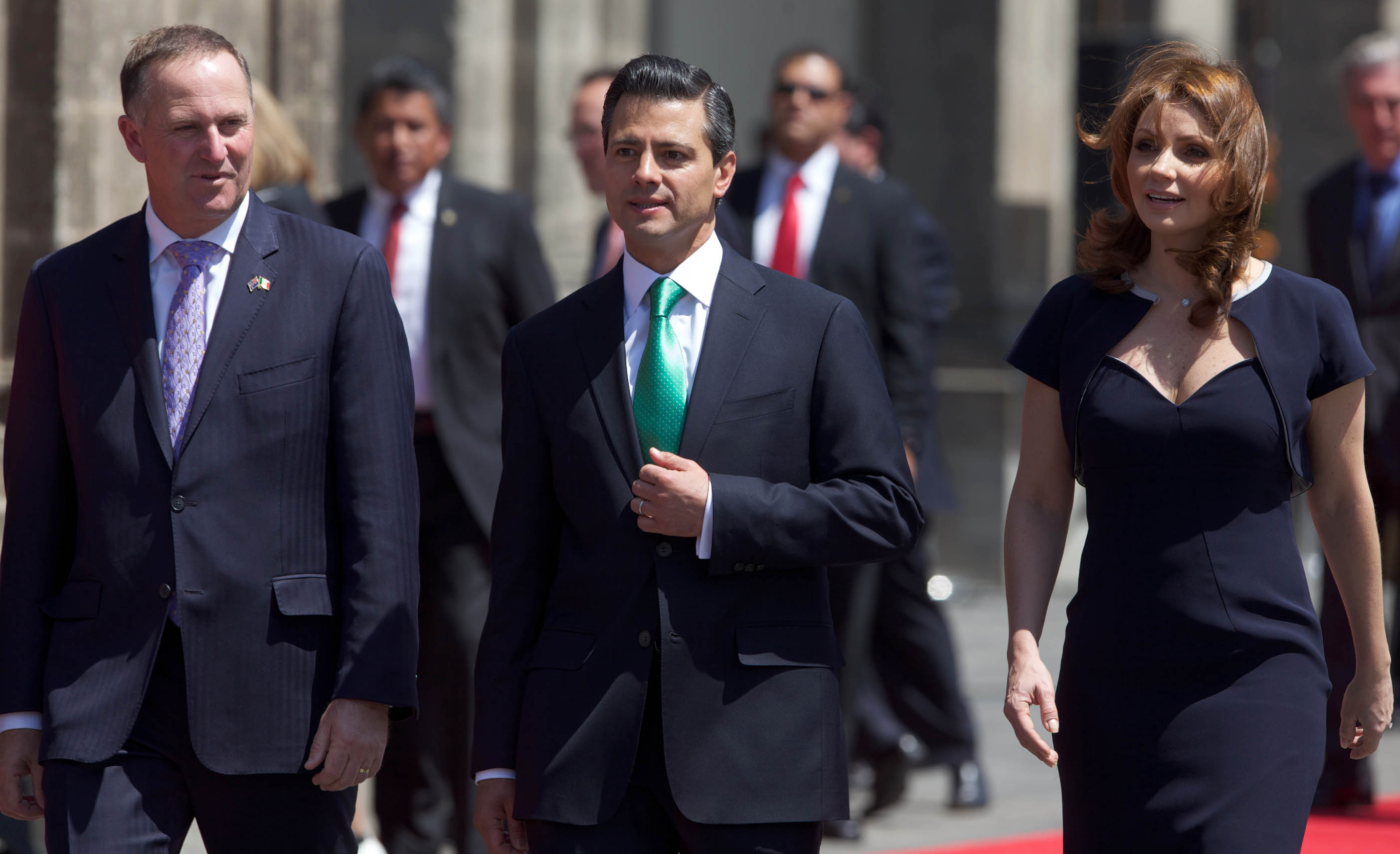
El primer ministro de Nueva Zelanda John Key en una visita oficial a México junto al presidente mexicano Enrique Peña Nieto; 2013.

Visitas de alto nivel de México a Nueva Zelanda
- Subsecretario de Relaciones Exteriores Andrés Rozental Gutman (1991)
- Presidente Ernesto Zedillo (1999)
- Presidente Felipe Calderón (2007)
- Secretario de Relaciones Exteriores José Antonio Meade Kuribreña (2014)
- Subsecretario de Relaciones Exteriores Carlos de Icaza González (2016)

Visitas de alto nivel de Nueva Zelanda a México
- Primer ministro Robert Muldoon (1980)
- Primer ministro Jim Bolger (1992)
- Primer ministro Jenny Shipley (1999)
- Primer ministro Helen Clark (2001 y 2002)
- Primer ministro John Key (2013)
- Subsecretaria para las Américas y Asia Andrea Smith (2014)
- Ministro de Comercio Tim Groser (2015)
- Ministro de Comercio Todd McClay (2017)

## Acuerdos bilaterales
Ambas naciones han firmado numerosos acuerdos bilaterales como un Acuerdo sobre Cooperación Científica y Tecnológica (1984); Acuerdo para el Intercambio de Información entre Bancos (1992); Acuerdo sobre Comercio e Inversión (1994); Acuerdo sobre Servicios Aéreos (1999); Acuerdo para Evitar la Doble Tributación y Prevenir la Evasión Fiscal en Materia de Impuestos sobre la Renta (2006); Acuerdo sobre Visas de Trabajo y Vacaciones (2007); Acuerdo sobre la Cooperación Agrícola y Forestal (2008); y un Acuerdo de Cooperación en Materia de Energía Renovable (2010).

## Comercio
En 2012, a Nueva Zelanda se le otorgó el estatus de observador de la Alianza del Pacífico, un grupo regional que incluye a Chile, Colombia, México y Perú. En 2018, ambas naciones se convirtieron en signatarias del Acuerdo Amplio y Progresista de Asociación Transpacífico que otorga a ambas naciones libre comercio entre sí y con otros miembros del Acuerdo Transpacífico de Cooperación Económica.
En 2023, el comercio bilateral entre ambas naciones ascendió a US$717 millones de dólares. Las principales exportaciones de México a Nueva Zelanda incluyen: vehículos automotores para el transporte de personas y mercancías, teléfonos, incluidos los teléfonos móviles, máquinas de procesamiento de datos, tubos y tuberías de hierro o acero, productos químicos, leche y crema, frutas y verduras, y alcohol. Las principales exportaciones de Nueva Zelanda a México incluyen: productos lácteos como mantequilla, queso, crema y caseína; carne, aceite vegetal, maquinaria agrícola, transistores y semiconductores similares, productos laminados planos de hierro o sin alear, y vino.

## Misiones diplomáticas residentes
- México tiene una embajada en Wellington.[12]
- Nueva Zelanda tiene una embajada en la Ciudad de México.[13]

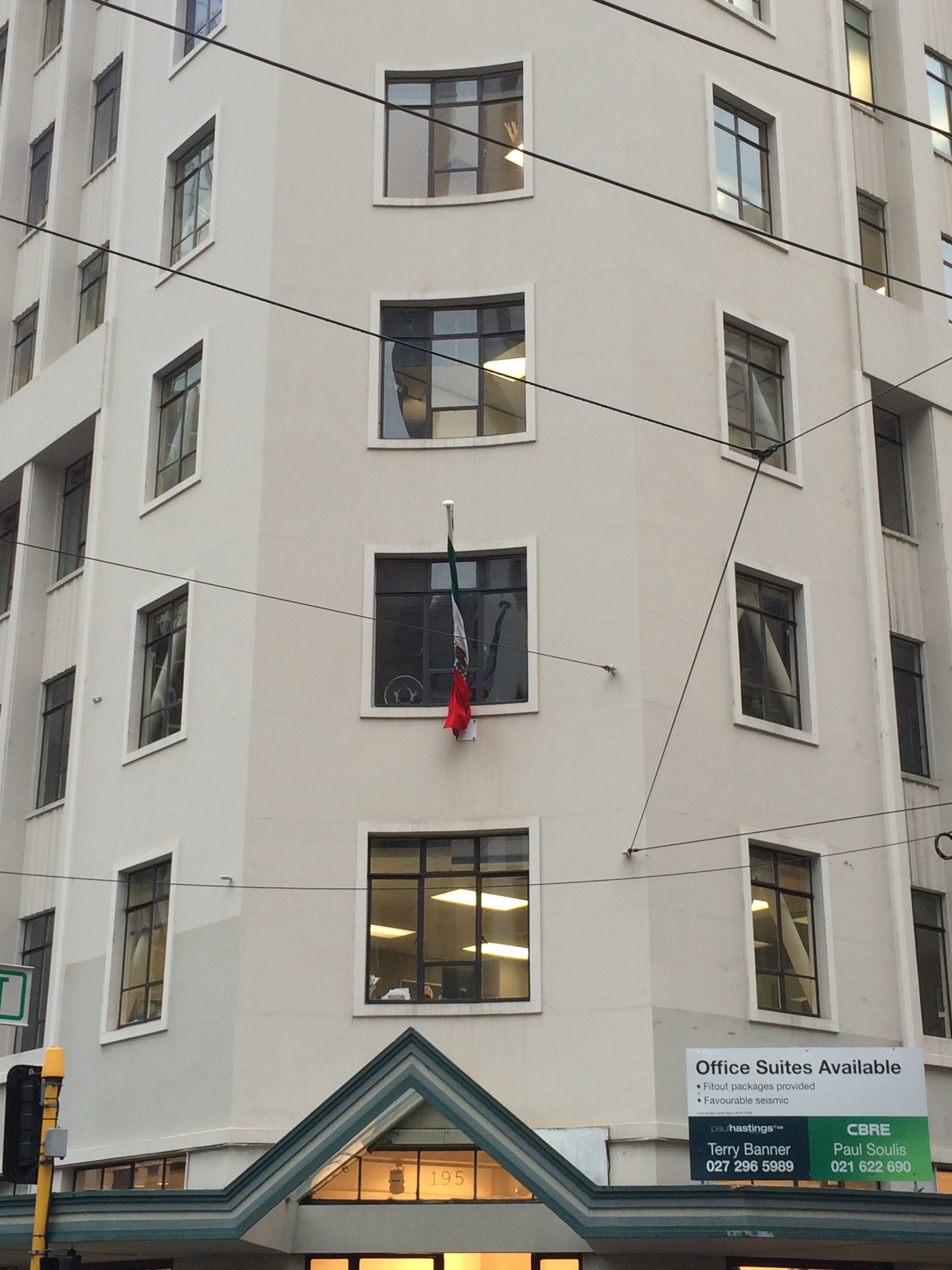
Embajada de México en Wellington
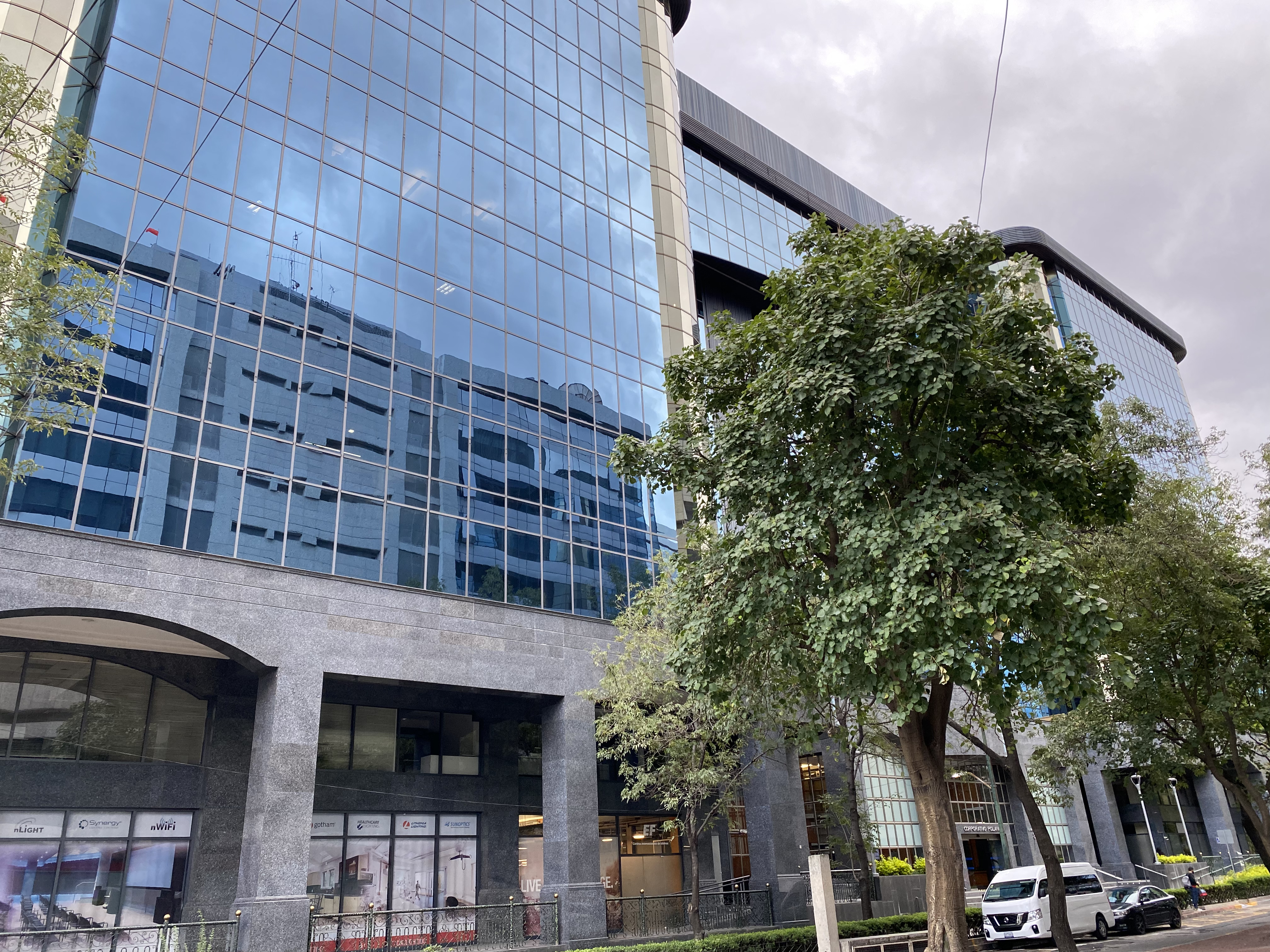
Edificio alojando a la Embajada de Nueva Zelanda en la Ciudad de México